# Stadtbus
Als Stadtbus wird ein innerstädtisches Verkehrssystem des öffentlichen Personennahverkehrs (ÖPNV) auf Basis der Verkehrsmittel Omnibus beziehungsweise Oberleitungsbus bezeichnet. Stadtbusnetze bestanden zunächst vorwiegend in größeren Städten. Es handelt sich dabei um eine Organisationsform des ÖPNV, die zwischen Stadt- (bzw. Gemeinde- → dann als Ortsbus bezeichnet) und Regionalverkehr (Regionalbusverkehr) unterscheidet.
Für den Stadtlinienverkehr übernehmen die Kommunen Organisation, finanzielle Absicherung und Bestellung (Ausschreibung als ÖPNV-Aufgabenträger) der Verkehrsleistungen. Bei regionalen Strecken sind dagegen die Landkreise oder auf Kreisebene eingesetzte kommunale Verkehrs- bzw. Verkehrs-Service-Gesellschaften zuständig. Die Linien werden heute in sogenannten Linienbündeln ausgeschrieben, wobei Stadtnetze als eigenständige Bündel gelten.

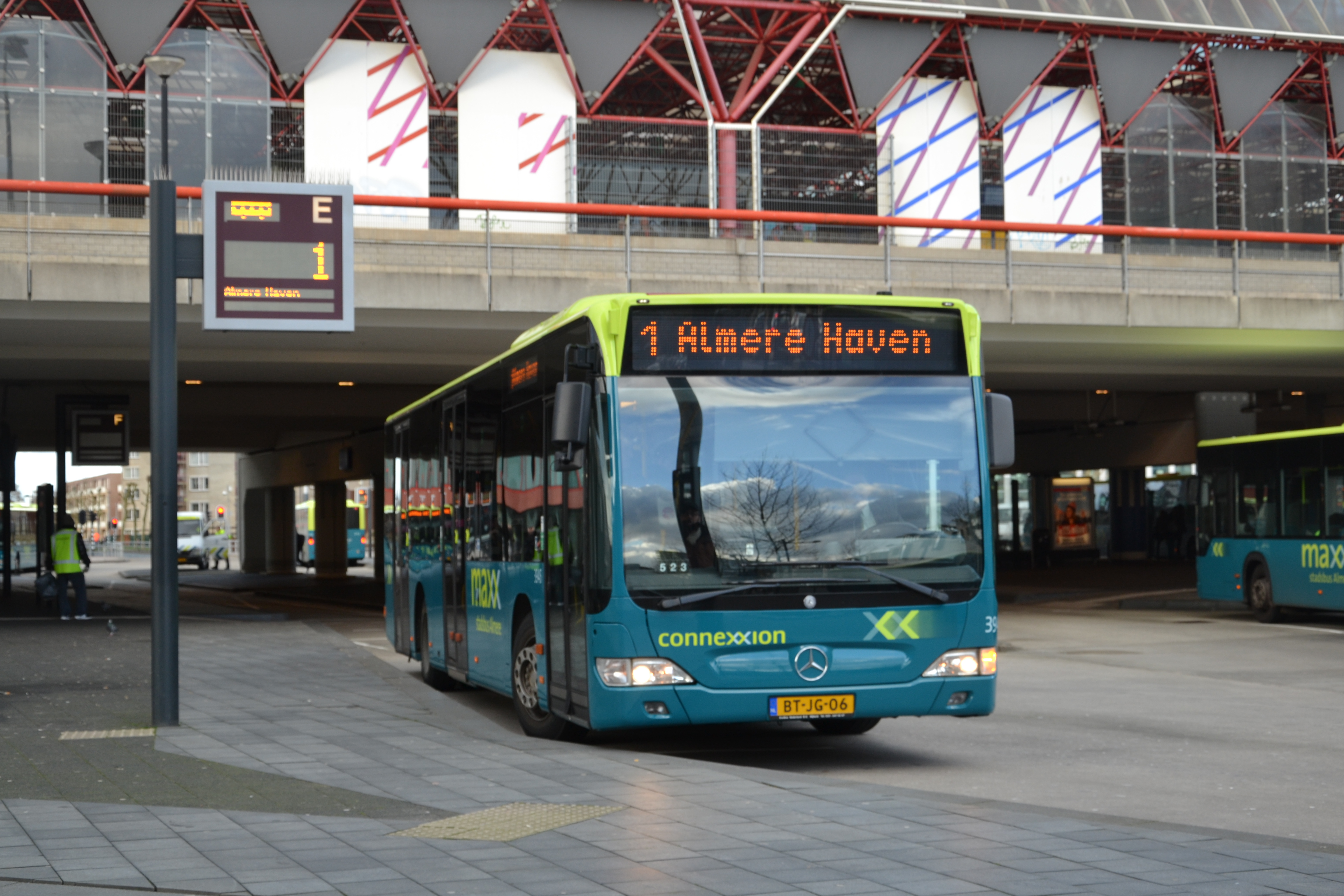
Niederflur-Stadtbus am zentralen Umsteigepunkt Bahnhof Almere Centrum (NL)

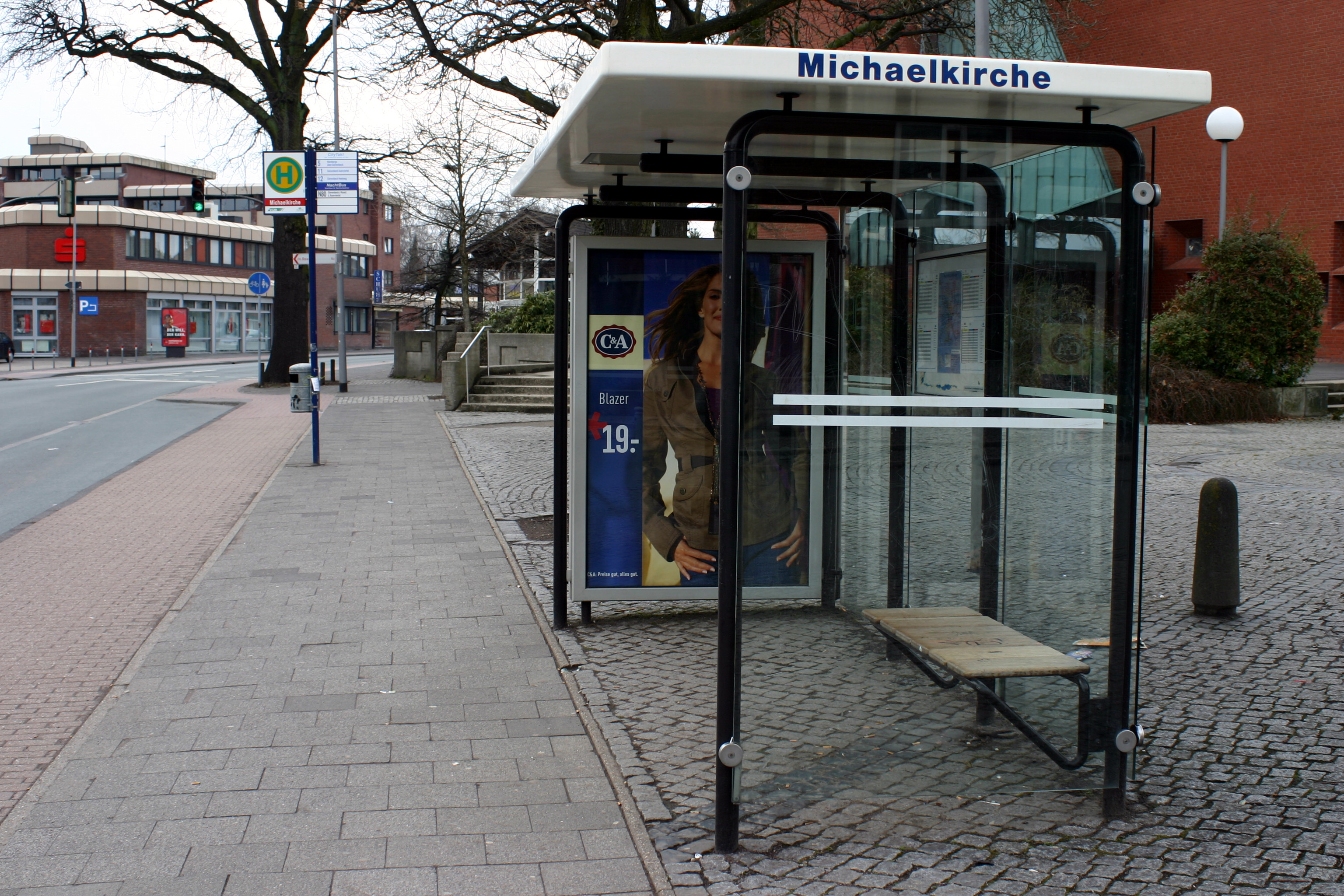
Stadtbus-Haltestelle in Münster

## Geschichte
In der Geschichte des Nahverkehrs entwickelten sich zunächst Bahnnetze (Straßenbahn, Kleinbahn, Lokalbahn). Der Kraftomnibus als Nachfolger des Pferdeomnibusses setzte sich ab Ende der 1890er Jahre durch. In größerer Zahl verkehrten Überland- und Stadtomnibusse ab den 1920er Jahren. Stadtbussysteme, also von den Städten selbstverwaltete Busnetze, entstanden nur in Mittel- und Großstädten, meistens als Ergänzung zu Straßen- oder auch U-Bahnen. Verkehrsträger waren die überregionale Bahn- beziehungsweise Postverwaltung, regionale Verkehrsbetriebe (Stadtwerke, städtische Eigenbetriebe, auch Elektrizitätswerke mit Obus-/Straßenbahnbetrieben) sowie Privatunternehmer.

### Großstadt
In Großstädten entwickelten sich Buslinien allgemein als Ergänzung zu bestehenden Bahnnetzen. Busse wie Bahnen fuhren aus Vororten direkt in die Stadtzentren. Mit Entwicklung der Busnetze entstanden zusätzlich Querverbindungen und Ringlinien um die Innenstädte zur Vermeidung von Umwegfahrten über die Zentren. Es wurden auch rein stadtteilbezogen (Ring-)Linien – Quartiersbusse – und Ringlinien aus den Zentren heraus entwickelt.
Ab den 1930er Jahren sah man in Straßenbahnen ein Hindernis für den Verkehrsfluss im Kraftfahrzeugverkehr. Nach den Aufbaujahren als Folge der Kriegsereignisse wurden daher ab den 1960er Jahren viele Straßenbahnbetriebe stillgelegt, die Zeit autogerechter Stadtplanung begann. Es war die Blütezeit der Oberleitungsbusse, was in Deutschland allerdings nur wenige Jahre dauerte. Die Entwicklung von modernen Stadtbahnen bzw. der Ausbau von U- und Schnellbahnen wiesen dem Stadtbus nun wichtige Ergänzungs- und Verteilungsfunktion bei gebrochenen Bedienungsformen zu. Stadtbusse sollten Fahrgastströme an leistungsfähige Linien heranführen (Zuführungsfunktion). Die Linienwege der Busse, Takt-, Fahr- und Betriebszeiten orientierten sich nun an Schnellbahnsystemen, es wurden zentralen Verknüpfungspunkte (Busbahnhöfe) an Bahnstationen gebaut. Dem innerstädtischen Netzsystem aus Bahn und Bus folgten – in Deutschland zuerst in Hamburg – die Tarif- und Verkehrsverbünde.
Neben die Absicht, Straßenbahnen in Innenstädten zu unterirdischen Stadtbahnen umzubauen, traten Bestrebungen, auch Busse u. a. durch gebrochenen Verkehr aus Stadtzentren fernzuhalten. Es bleiben so im städtischen Verkehrsnetz nur wenige Buslinien mit regionaler oder örtlicher Bedeutung übrig. Diesen Weg gingen (und gehen) z. B. Hannover und Köln.

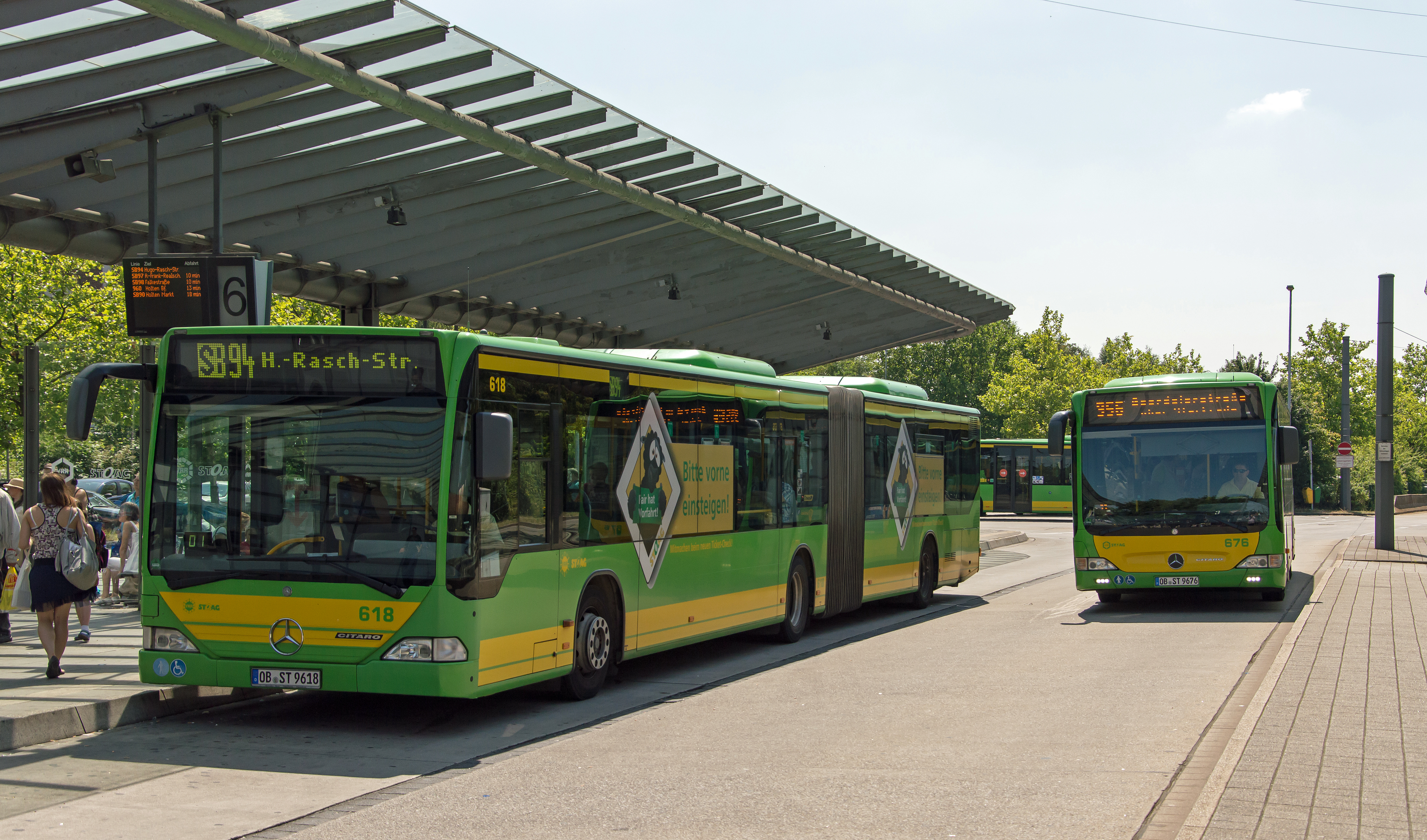
Ab dem Bahnhof Sterkrade, einem Knotenpunkt des Oberhausener ÖPNV, verkehren auch Schnellbuslinien

Unterschiedlich lange Fahrzeiten und Frequentierungen der Linien machten Untergliederungen der Angebote sinnvoll. Express- oder Schnellbusse bedienen nur ausgewählte Haltestellen, Direktbusse fahren gezielt Wohngebiete, Wirtschaftszentren, Messegelände oder Universitäten an. Für stark frequentierte Linien wurde eine Qualifizierung als Metrobus eingeführt. Diese verbinden Vorortbereiche direkt mit dem Schnellbahnnetz oder bei fehlenden Bahnanschlüssen mit den Stadtzentren und erfüllen dann schnellbahnähnliche Funktionen (lange Betriebszeiten, hohe Taktdichte, freier Einstieg an allen Fahrzeugtüren). Hamburg hat ein eigenständiges Metrobusnetz entwickelt, Berlin und Braunschweig kombinierten Straßenbahn und ausgewählte Stadtbuslinien zu einem „Metronetz“.
In größeren Vorortbereichen mit Schnellbahnanschluss bildeten sich eigene Stadtteilsysteme (z. B. im Berliner Bezirk Spandau). Solche Teilnetze gehen oft sternförmig von einem zentralen Stadtteilbahnhof aus. Stadtteil- oder Quartierslinien dienen zur Erschließung einzelner Stadtquartiere – oft als „Kiezbus“ bezeichnet. Das städtische Umland wurde bei enger Bindung an die Städte von Stadtbussen mitbedient. Neben dieser direkten Vorortsanbindung gab es gut ausgebaute Überlandbusnetze mit direkter Bedienung der Stadtzentren. Ab den 1970er/80er Jahren wurde der Überlandverkehr umgebaut und teilweise in Stadtnetze integriert oder qualitativ als Regionalbus an diese angeglichen.

### Mittelstadt

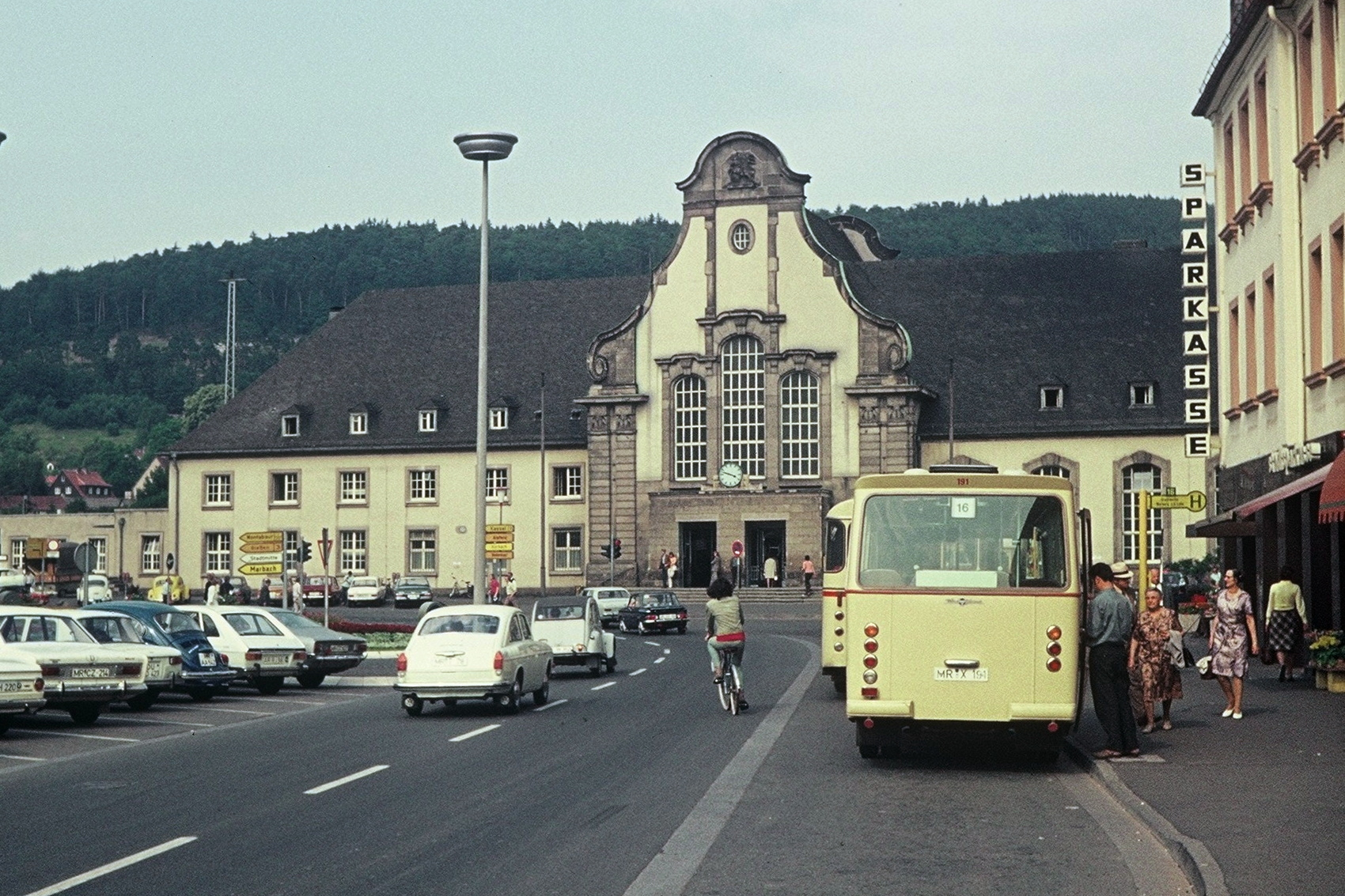
Kleinbus am Bahnhof Marburg (Lahn) im Jahre 1972

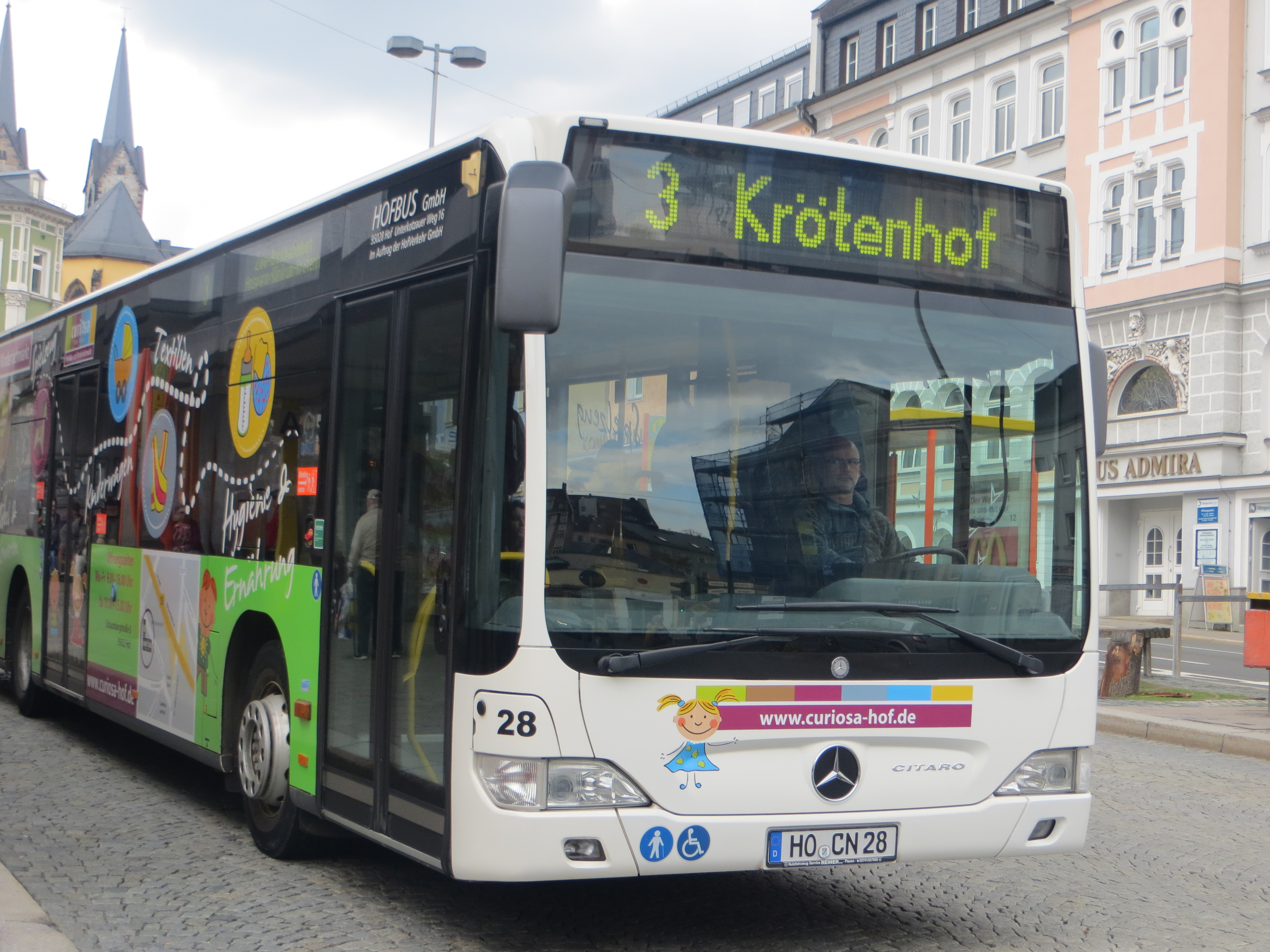
Stadtbus am Busbahnhof in Hof (Saale)

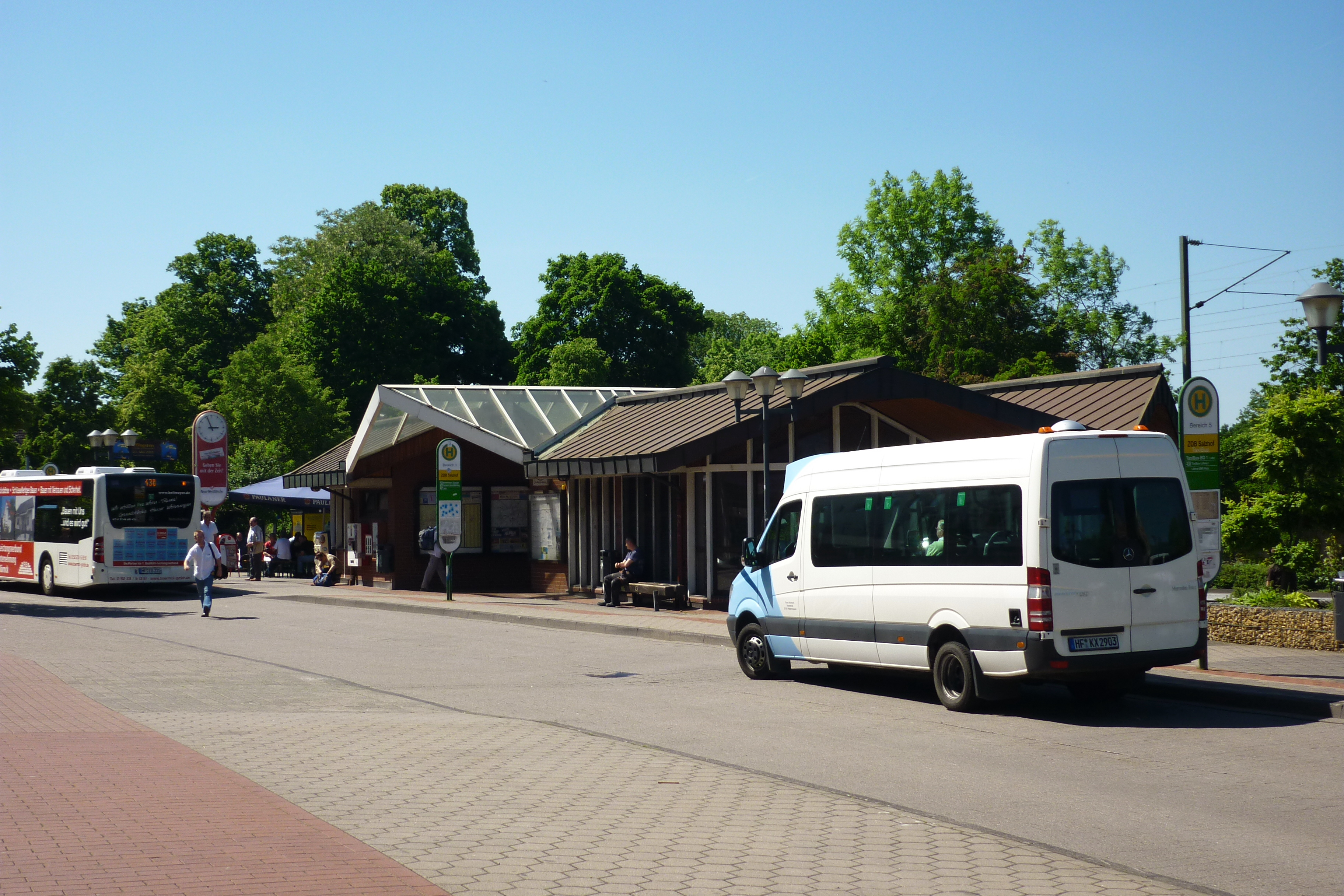
Anruf-Kleinbus am ZOB Bad Oeynhausen

Bereits Ende der 1920er Jahre bestehen in größeren Mittelstädten (ab ca. 50.000 Einwohner) Stadtbuslinien. Viele dieser Städte besitzen nach dem Zweiten Weltkrieg (ab 1950er/60er Jahre) gut ausgebaute Stadtbusnetze. Mit dem Rückzug von Klein-, Kreis- und Straßenbahnen übernahmen Überland- und Stadtbusse deren Verkehrsaufgaben. Die Grenzen zwischen Überland- und reinem Stadtverkehr waren fließend, Stadtlinien fuhren über Stadtgrenzen hinaus ins Umland, Regionallinien bedienten den Stadtverkehr. Unterschiede bestanden vorwiegend in der Vertaktung, Fahrgastinformation und der Organisationsform (regional- oder städtisch selbstverwaltet).
Ab Anfang der 1990er Jahre erfolgte eine Neuorientierung des Nahverkehrs. In vielen Mittelstädten – nun auch unter 50.000 Einwohner – wurden eigene Stadtbussysteme entwickelt oder bestehende an neue Erfordernisse (Kostendeckung, Wettbewerbsfähigkeit) und teilweise stark sinkende Fahrgastzahlen angepasst. Zum Vorbild entwickelte sich das im Oktober 1991 eingeführte Bussystem von Dornbirn (Vorarlberg, → Stadtbus Dornbirn). In Deutschland besteht seit September 1994 in Lemgo das erste dieser „modernen“ Systeme, es erhielt damals große Beachtung und hat bis heute Vorbildwirkung (→ Stadtbus Lemgo). Ihm folgte einen Monat später die Stadt Lindau. Auch in der Schweiz ist der Begriff Stadtbus zu dieser Zeit populär und Busnetze werden ähnlich (um)gestaltet; beispielsweise verwenden die Winterthurer Verkehrsbetriebe ihn ab 1983 in ihrem neuen Logo.

### Kleinstadt
Der Nahverkehr in Kleinstädten ist traditionell sehr eng mit den umliegenden Städten und Gemeinden verknüpft. Einen Großteil der Aufgaben des innerstädtischen Busverkehrs übernehmen daher Überland- bzw. Regionalbusse. Einzelne Stadtbuslinien kamen zum Einsatz um abseits von Stadtzentren liegende größere Wohngebiete oder einen Bahnhof anzubinden. Schon sehr früh wurden hier Kleinbusse eingesetzt, z. B. In Plön, große Stadtbusse verkehrten dann nur im Schülerverkehr.
Etwa gleichzeitig mit der Einführung moderner Stadtnetze in Mittelstädten (Mitte/Ende 1990er Jahre) erfolgte auch in deutschen Kleinstädten eine Neuorganisation der Busverkehre. Im Vordergrund stand dabei die Übernahme der Verkehrsleistungen aus regionaler in städtische Organisation. Einige Städte richteten neue Stadtlinien auf Basis von Bürgerbussen ein (z. B. Espelkamp). Das führte zu erheblichen Einsparungen für die Kommunen, da nur Fahrzeuge, Kraftstoff und Organisationskosten finanziert werden müssen. Ein anderer Weg waren ÖPNV-Sonderformen, d. h. der Einsatz von Anruf-Kleinbussen mit meist stündlichem Takt. Da diese Fahrzeuge nur nach Anforderung tatsächlich fahren, reduziert sich die gefahrene Kilometerleistung erheblich (ein Taktfahrplan wird angeboten, die Bedienung erfolgt jedoch bedarfsorientiert). Ziel war eine möglichst kostendeckende Grundversorgung.
Es gab Versuche, den gesamten Busverkehr ausschließlich mit Anrufbussen bzw. -taxis durchzuführen. Die Stadt Vlotho beispielsweise baute ab 2001 ein Kleinbusnetz mit Bedienung aller Ortsteile ausschließlich per Anruf auf. Nahezu alle Regionalbuslinien wurden dazu gebrochen oder ebenfalls durch Anruflinien ersetzt. So entstand ein übersichtliches Stadtnetz und die Kosten für die Stadt sanken erheblich. Das Angebot verlor durch regionale Umsteigeverbindungen und den zusätzlichen Anruf-Aufwand aber erheblich an Attraktivität, die Fahrgastzahlen gingen insgesamt zurück. 2010 erfolgte ein erneuter Netzumbau, die Kleinbusse wurden wieder weitgehend ohne Voranmeldung eingesetzt, und die Anbindung an den Bahnhof verbessert.

## Organisation
Ein Hauptunterschied zwischen Stadt- und Regionalbus besteht traditionell in der Liniengestaltung: Stadtbusse fahren als Durchmesserlinien von einem Außenbezirk durch das Zentrum in einen anderen oder verbinden als Ringlinie mehrere Stadtteile mit dem Zentrum. Wegen der längeren Linienwege in der Region enden Regionalbusse dagegen meistens an zentralen innerstädtischen Umsteigepunkten (ZOB, Bahnhof).
Stadtbussysteme sind allgemein nur auf die Bedienung eines Stadtgebietes ausgelegt, ihre Aufgabe ist die innerstädtische Grundversorgung durch einen öffentlichen Verkehrsträger. Die Netze enden traditionell jedoch oft nicht an Stadtgrenzen, sondern binden das Umland selbstverständlich mit ein. Der Aufbau moderner mittelstädtischer Stadtbussysteme hat teilweise zur Ausdünnung von Umlandverkehren oder deren Ersatz durch Sonderformen (Anruflinien) geführt – als Folge abnehmender Fahrgastzahlen aber auch organisatorischer Zuständigkeiten. Heute verkehren auch diese neuen Stadtlinien zunehmend über Grenzen hinaus und übernehmen damit regionale Aufgaben (z. B. in Soest).
Regional- und Stadtbusnetze können auch zusammengeführt werden. Das Osnabrücker Modell integriert seit 1998 Regionalbusse in das bestehende Stadtnetz. Dadurch können Taktabstände verkürzt und die Auslastung der Busse zumindest innerhalb der Stadt erhöht werden. Nachteilig ist jedoch, dass sich dadurch die Fahrzeiten des Regionalverkehrs durch intensive Bedienung aller städtischen Haltestellen verlängern. Der Regionalverkehr sollte wegen langer Linienwege ein Schnellverkehr sein (Osnabrück setzt daher auch „X“-Busse mit eingeschränkten Zu- bzw. Ausstiegsmöglichkeiten im Stadtbereich ein).

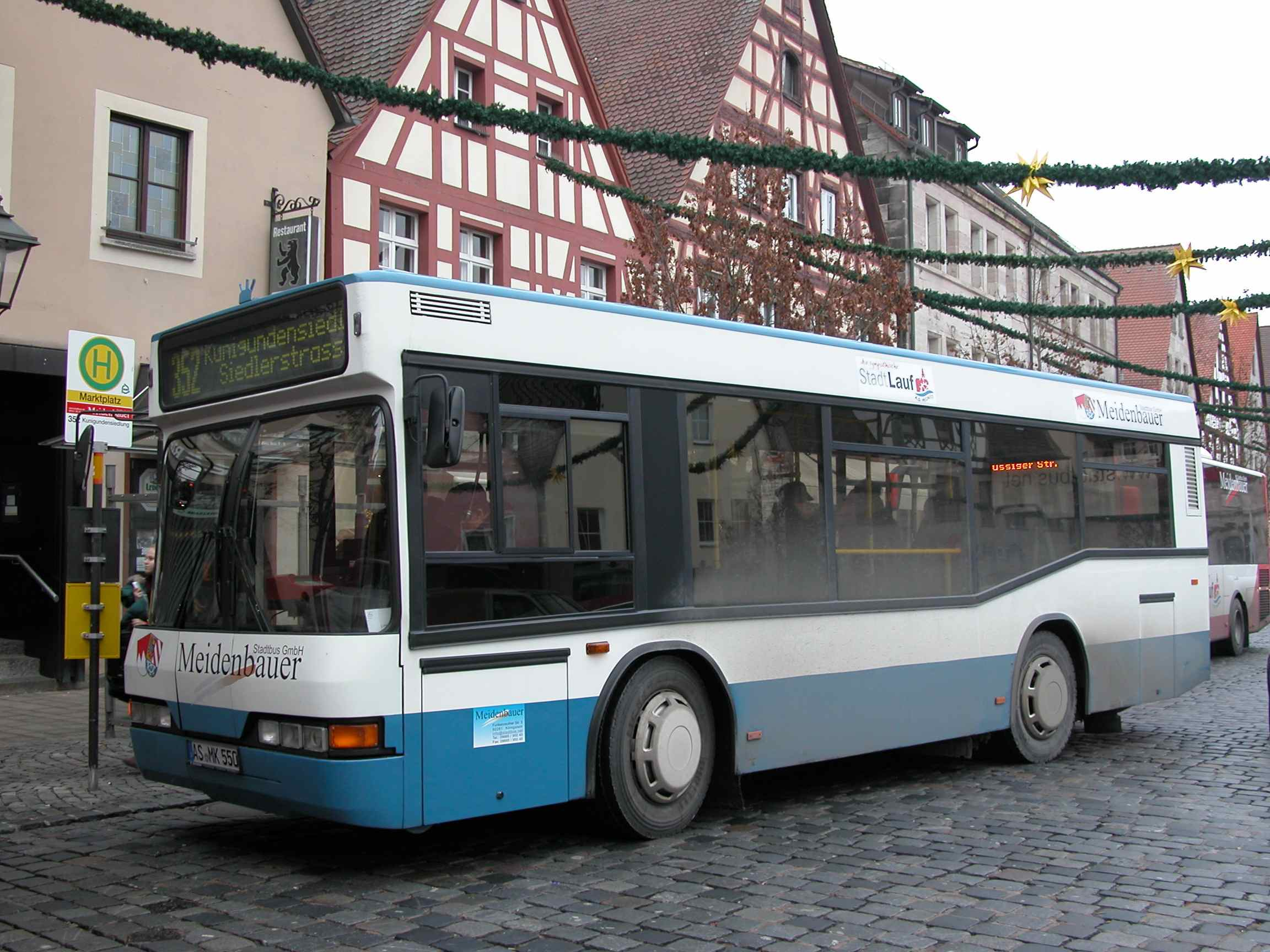
Midibus des Stadtbusses Lauf

In den Abendstunden und an Wochenenden (Schwachverkehrszeit) werden große Busse oft durch kleinere Fahrzeuge (Midi- oder Kleinbusse) ersetzt, teilweise kommt es zum Einsatz von Anruflinien bzw. Sammeltaxis. Auch die Linienwege können angepasst werden, z. B. mit Ringlinien. Dadurch entstehen unterschiedliche Liniennetze für die verschiedenen Verkehrszeiten (Tages-, Spät-, Früh-, Wochenend-, Nachtnetze). Im Schülerverkehr werden häufig größerer Fahrzeuge – auch Gelenkbusse oder Busanhänger – mit geänderten Linienwegen eingesetzt.
Stadtbussysteme stehen immer in Bezug zu Regionallinien (Regionalzüge, S-Bahn, Regionalbuslinien): die Fahrgäste müssen zum Bahnhof/ZOB gebracht und von dort wieder abgeholt werden (Herstellung von direkten Anschlüssen). In einigen Städten wird allerdings der Übergang zum Regionalverkehr erschwert, beispielsweise um keine Kaufkraft abwandern zu lassen. So bedienen nur einzelne Linien der Systeme von Vechta und Minden den Bahnhof; der Bustreffpunkt liegt weit entfernt davon im Stadtzentrum. Die Stadt Herford (mit dichtem Bahntakt zur Großstadt Bielefeld) hat gemeinsam mit ihrem Verkehrsträger bei der Einführung eines modernen Stadtbussystems 2003 die Busbedienung des Bahnhofs stark eingeschränkt sowie Stadt- und Regionallinien verkürzt.

### Besonderheiten moderner mittelstädtischer Systeme

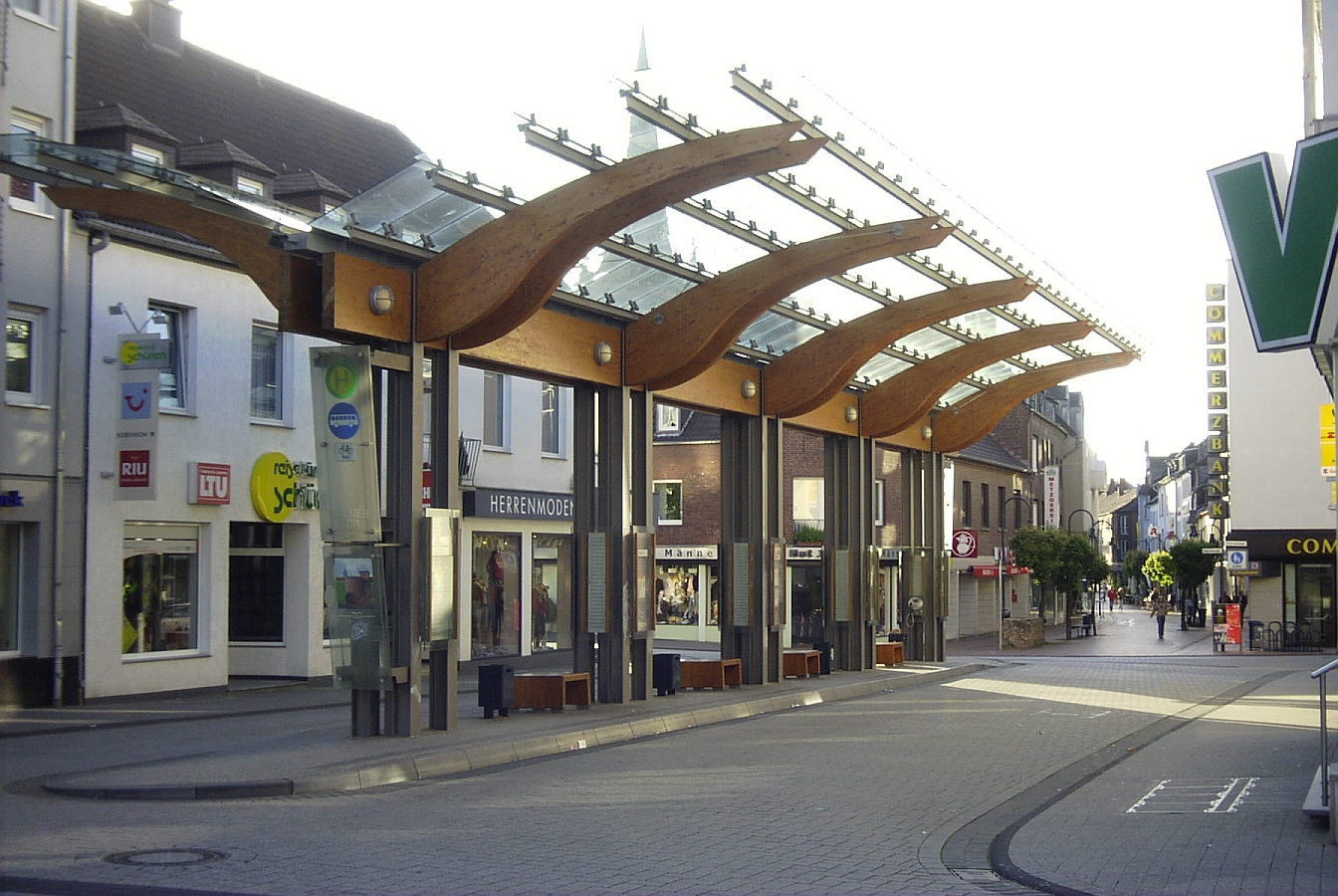
Bustreffpunkt Kölner Tor in Erkelenz

Zum Grundkonzept moderner Stadtbusnetze gehören eine übersichtliche Bedienung aller Orts- bzw. Stadtteile und möglichst direkte Anschlüsse in alle Richtungen an einem zentral am Stadtmittelpunkt gelegenen Umsteigepunkt. Als Grundlage zur Umsetzung dieser Vorgaben wurden Treffpunkt-Bussteige als Anlaufpunkt für alle Linien errichtet. Die Bedienung erfolgt meistens mit Radialnetzen, die nach dem Vorbild großstädtischer Nachtbusnetze der 1980er Jahre aufgebaut sind. Angestrebt wird dabei, allen Linienzweigen eigene Bezeichnungen zu geben; das bedeutet, alle Linien beginnen und enden am Treffpunkt. Um dennoch durchgehende, umsteigefreie Verbindungen zu schaffen, kann im Informationssystem auf durchgehende Verbindungen hingewiesen werden. Alternativ kann ein Bus auch zwei Bezeichnungen tragen, einzelne Zweige lassen sich dann beliebig kombinieren. Beispielsweise werden im westfälischen Rheine jeweils zwei der zwölf ab „Bustreff“ im Uhrzeigersinn verkehrenden Linien miteinander verknüpft. In den Fahrplanaushängen wird darauf hingewiesen und die Farbgebung im Liniennetzplan für die verknüpften Linien ist jeweils gleich.
Voraussetzung für diese Konzepte ist jedoch, dass es nur einen zentralen Umsteigepunkt im Stadtgebiet gibt (also z. B. keinen abseits gelegenen Bahnhof als zweiten Umsteigeknoten).

### Rendezvous-Systeme

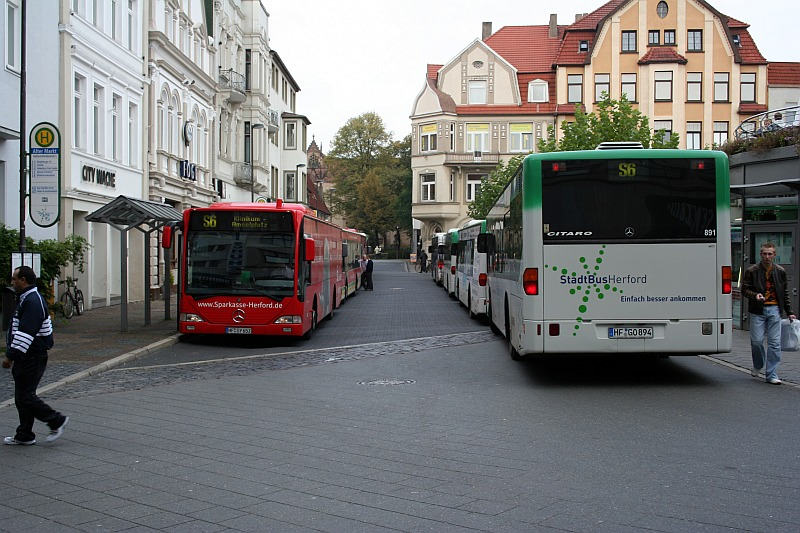
Rendezvous am Alten Markt in Herford

Direkte Anschlüsse bieten Rendezvous-Konzepte nach dem Taktknoten-Prinzip, auch Rundum-Anschluss, Sammel-Anschluss, Zentral-Anschluss oder im Nachtverkehr Nachtstern beziehungsweise Nachtknoten genannt. Alle Fahrzeuge fahren dabei einen zentralen Umsteigeknoten gleichzeitig an. Dieser wird oft Zentrale Umsteigestelle (ZUM) genannt, in Lindau und Neu-Ulm heißt er beispielsweise Zentraler Umsteigepunkt (ZUP).
Es kann dabei um direkte Anschlüsse innerhalb des Busverkehrs oder zwischen Bus- und Schienenverkehr (U-Bahnen, Straßenbahnen; optimal mit gemeinsamen Bahnsteigen) gehen. Zu unterscheiden ist zwischen Rendezvous als Übergang vom Regional- zum Stadtverkehr, als Anschlussverkehr im Vorortbereich (z. B. Schienenverkehr oder Metrobus zu Stadtteillinien) und Stadtbus-Treffpunkten.
Ausgangspunkt für Rendezvous-Konzepte in mittelstädtischen Stadtnetzen sind die Annahme großer Verkehrsaufkommen zwischen Vorortbereichen und eine hohe Auffächerung der Verkehrsströme auf viele getrennt anzufahrende Bereiche. Hohe Fahrgastaufkommen mit Zielen im städtischen Kernbereich sind ebenso wie ein hoher Anteil an Kurzfahrten in diesem Nahbereich schlechte Voraussetzung dafür (Vermeidung von gebrochenen Verbindungen). Weitere Voraussetzungen:
- es gibt nur einen zentralen Umsteigepunkt (also z. B. keinen Bahnhof außerhalb des Stadtzentrums),
- Anschlüsse an den Regionalverkehr (Regionalbahn, S-Bahn) können gewährleistet werden,
- die Linien werden ungefähr gleich stark genutzt,
- es gibt keine parallel geführten Linienzweige.[3]

Wenn eine durchgehende Hauptlinie (Durchmesserlinie) vorhanden ist – die meistens auch den Bahnhof bedient – entsteht für viele Fahrgäste ein Zeitverlust durch das Abwarten der Anschlüsse. Das Rendezvous sollte dann auf die Nebenlinien beschränkt werden, deren Taktzeiten sich an der Hauptlinie orientieren.
Rendezvous-Konzepte haben einen hohen Platzbedarf, da jede Linie eine eigene Haltestelle benötigt. Dadurch werden in oft engen Innenstädten Busbahnhöfe nötig. Wenn Busse zeitlich versetzt, beispielsweise im 5-Minuten-Abstand fahren, reicht eine Haltestelle für bis zu zwölf Linienzweige aus. Die Umweltbelastung (Lärm-, Feinstaub) durch viele gleichzeitig hintereinander abfahrende Busse ist hoch. Außerdem kann der übrige Verkehr beeinträchtigt werden, beispielsweise durch eine minutenlange Blockierung von Ampelkreuzungen.

### Liniennetze

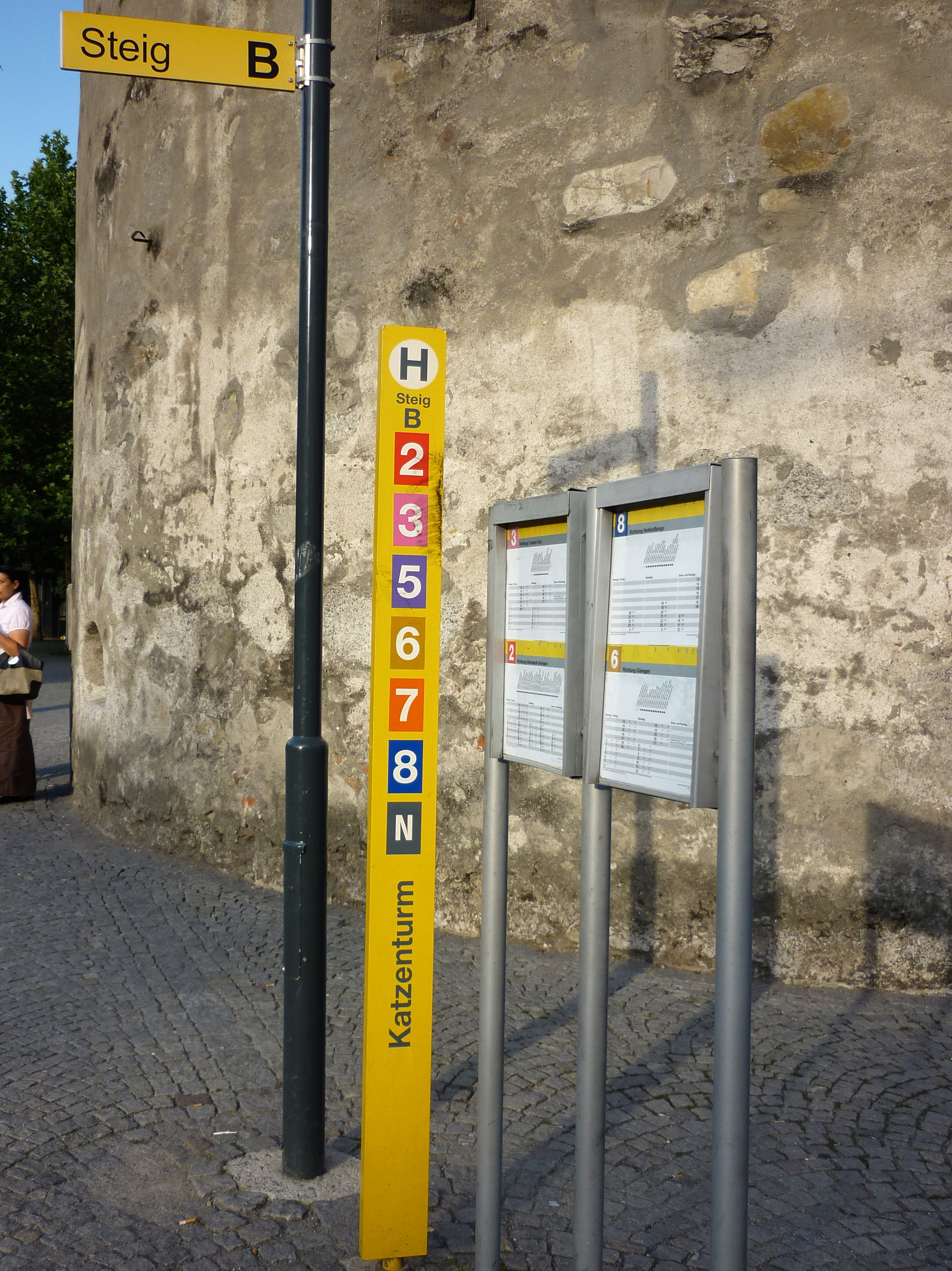
Haltestelle des Stadtbus Feldkirch

Ein Stadtbusnetz umfasst den Teilbereich des städtischen öffentlichen Personennahverkehrs (ÖPNV), der von Bussen bedient wird. Hierzu gehören neben Stadtbussen auch Schnellbusse, Metrobusse, Direktbusse (z. B. Shuttle-Busse), Teilstrecken von Regionalbuslinien, Nachtbusse, Kleinbus- und Anruflinien. Stadtbusse sind Teil der regionalen Verkehrssysteme. Ihre Netze und Bedienungsangebote müssen sich daher in das umgebende System aus Bahnen und Bussen einpassen.
In mittelgroßen Städten haben sich in letzter Zeit neue, übersichtliche Stadtbussysteme mit wenigen Linien, leicht merkbarem Taktfahrplan und direkten Umsteigemöglichkeiten entwickelt. Diese Systeme sind überwiegend stadtorientiert: Ihre Hauptaufgabe ist die Beförderung innerhalb eines Stadtgebietes, beispielsweise in einem Kernbereich und von dort zu Vororten. Starke Verflechtungen mit Umlandgemeinden erfordern allerdings durchgehende Linien aus dem Stadtbereich hinaus. Auch Regionalbusse können in Stadtbusnetze eingebunden sein und auf Teilstrecken Aufgaben des innerstädtischen Linienverkehrs übernehmen. Die Integration des Regionalbusverkehrs in Stadtnetze vermeidet Parallelbedienungen und kann dazu dienen, Taktzeiten zu verdichten (ein Beispiel einer kompletten Integration ist das „Osnabrücker Modell“).
Die mit Stadtbussen zurückgelegten Fahrtwege sind oft kurz, das gilt besonders in Innenstadtbereichen. Da Umsteigeverbindungen bei Kurzfahrten sehr unattraktiv sind, bieten Durchmesserlinien große Vorteile gegenüber Linien mit Endpunkten in Stadtzentren (z. B. bei Radialnetzen die häufig im Nachtverkehr Anwendung finden). Dünn besiedelte Stadtteile werden mit Kleinbussen (oft als Anruflinien) bedient. Zusätzliche Möglichkeiten für attraktive Angebote oder Sonderverkehre (zu Ausstellungen, Stadtfesten) bieten Direkt- oder Shuttle-Busse, Schnellbusse und Nachtlinien.

### Fahrgastinformation

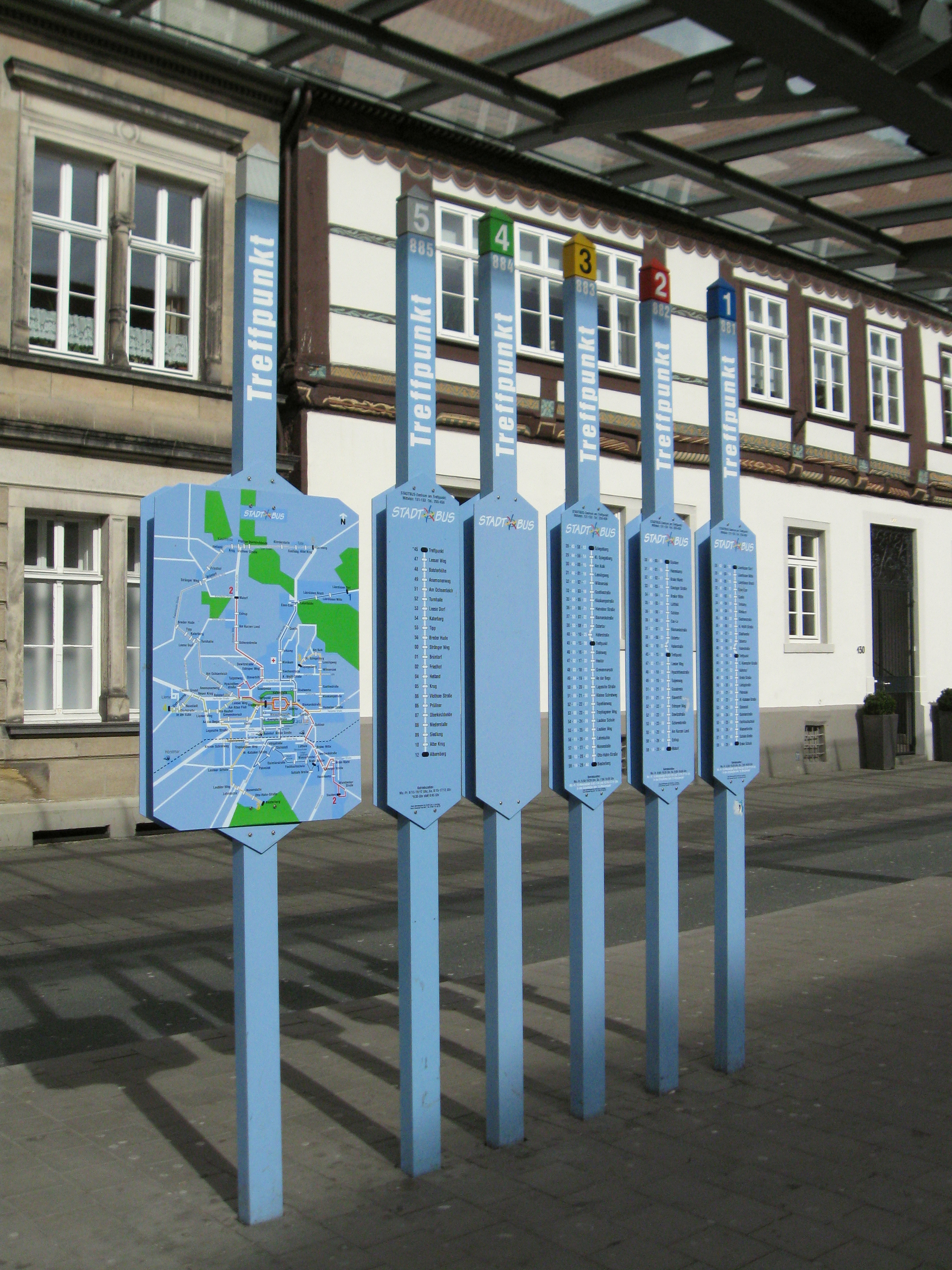
Stadtbus Lemgo: Infotafeln am zentralen Treffpunkt

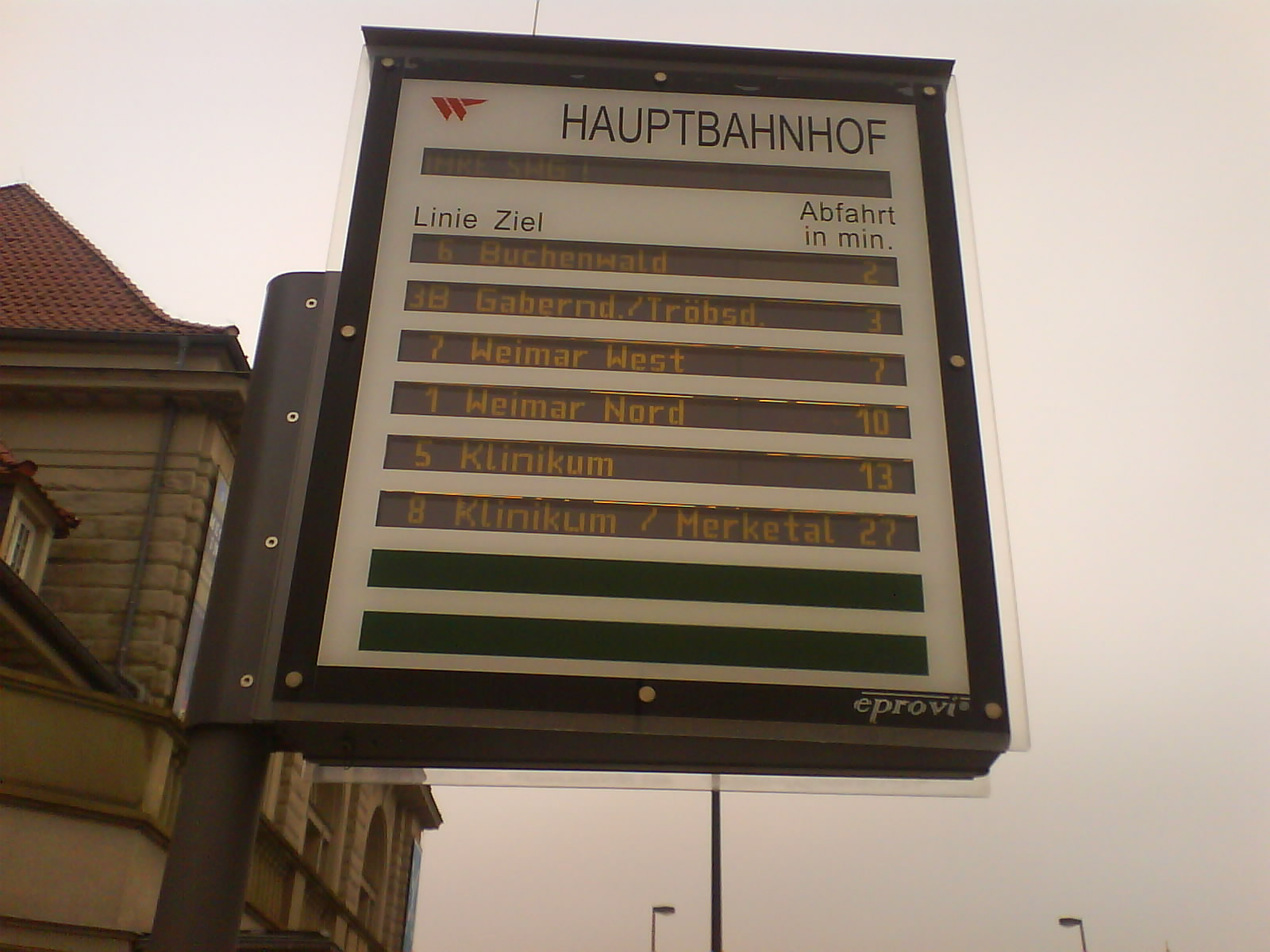
Elektronisches Fahrgastinformationssystem in Weimar aus den 90er Jahren

Zur Information über die Angebote gibt es unter anderem Netz- und Tarifpläne und Fahrplankarten. Elektronische Fahrgastinformationssysteme informieren an Haltestellen und in den Fahrzeugen über Fahrtziel, Haltestellen, Anschlüsse, Verspätungen (Dynamische Fahrgastinformation, DFI).

#### Linienbezeichnungen
Linienbezeichnungen sind ein Teil der Fahrgastinformation und informieren über die Struktur und teilweise über die Qualität des Angebots.
Heute werden meist ein- bis dreistellige Zahlen verwendet, manchmal in Kombination mit Buchstaben. Im Stadtbusbereich bedeutet z. B. ein „C“ Citybus, „CE“ CityExpress, „M“ Metrobus, „S“/„SB“ Schnellbus, „X“ Expressbus. Der Aachener Verkehrsverbund kürzt in der Linienbezeichnung einiger Städte den jeweiligen Namen mit zwei Buchstaben ab, beispielsweise „EW“ für Eschweiler („EW1“ bis „EW4“), „HZ“ für Herzogenrath und „WÜ“ für Würselen. In Bremerhaven wurden von 1940 bis 1960 Buchstaben verwandt, um die Zweitrangigkeit der Busse, die zunächst nur als Zubringer verkehrten, herauszustellen.
Die Linien werden in Liniennetzplänen farblich gekennzeichnet. Dabei kann bei sternförmigen Stadtnetzen eine farbliche Verknüpfung von mehreren Linienzweigen (die dann oft auch durchgehend bedient werden) für eine bessere Übersicht sorgen. Beispiel: zwei Linien führen aus Vororten ins Stadtzentrum; um aus Übersichtsgründen die Sternförmigkeit zu betonen, werden z. B. die Linienbezeichnungen 4 und 11 verwendet, die Bedienung erfolgt jedoch (überwiegend) durchgehend.
Stadtnetze werden heute meistens getrennt von Regionalnetzen gesehen. Innerhalb eines Verbundbereichs soll es vermieden werden, dass unterschiedliche Städte dieselbe Linienbezeichnung verwenden. Erreicht werden soll eine Qualitätskennzeichnung, bessere Merkbarkeit und Übersichtlichkeit.

#### Netzpläne

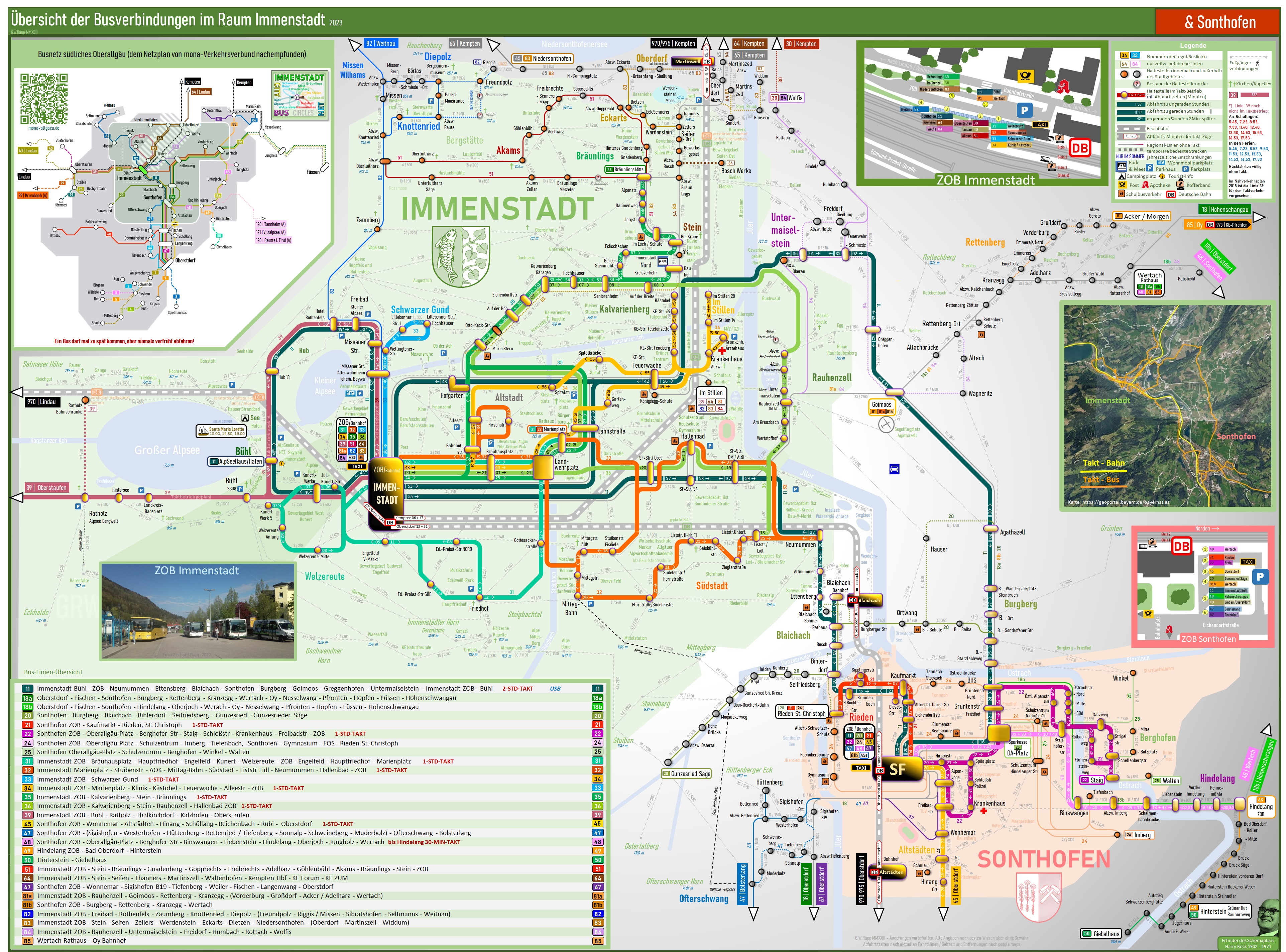
Stadtbus Immenstadt: Netzübersicht mit Takt-Abfahrtszeiten

Zur Fahrgastinformation gibt es getrennte Netzpläne für Schnellbahnen und alle übrigen Verkehrsmittel im Stadtbereich (dazu gehören manchmal auch Fähren, Bergbahnen, öffentliche Aufzüge etc.). Da Metrobusse eine Ergänzung zum Schnellbahnsystem sein sollen und schnellbahnferne Stadtteile bedienen, sind sie im U- und S-Bahn-Plan von Berlin enthalten. Das ist auch durch den durchgehenden 24-Stundenbetrieb der Metrobusse begründet.
Auch die in der Betriebsruhe der Tageslinien fahrenden Nachtbusse gehören zum Stadtbusnetz. Für diese meist sternförmig vom Stadtzentrum ausgehenden Linien gibt es ebenfalls getrennte Liniennetzpläne.
Netzpläne enthalten oft Zusatzinformationen – z. B. Takt- und Fahrzeiten, Park-and-ride Plätze (Bike-and-ride) oder touristische Angebote.

### Betriebsablauf
Stadtbusse bieten gegenüber Regionalbussen eine dichtere Taktfolge und Beschleunigungsmaßnahmen (z. B. Busspuren, Fahrkartenautomaten, spezielle Ampelschaltungen). Leicht merkbare Abfahrzeiten an Umsteigepunkten – orientiert am Regionalverkehr – erleichtern die Nutzung. Stark frequentierte Linien lassen sich qualitativ unterteilen: parallel geführte Schnell- oder Direktbusse bedienen nur ausgewählte Haltestellen.
Als Folge des schaffnerlosen Betriebes erfolgte in den 1970er / 1980er Jahren bei vielen Verkehrsbetrieben größerer Städte eine Umstellung auf einen freien Ein- und Ausstieg an allen Fahrzeugtüren. Diese Freizügigkeit führte zu einem Anstieg bei der Zahl von Schwarzfahrern. Die Abwägung zwischen einer Rückkehr zum Fahrgastfluss mit ausschließlichem Einstieg beim Fahrer sowie Fahrscheinsichtkontrolle und einer Bahn-ähnlichen Beförderung mit hohem Aufwand für häufige Fahrscheinkontrollen wird zunehmend für den Fahrgastfluss entschieden. Damit entsteht im Betriebsablauf ein großer Unterschied zwischen Bus- und Bahnangeboten (Straßenbahn, Stadtbahn etc.), der die Attraktivität von Stadtbuslinien gegenüber Bahnen einschränkt.
Entsprechende Entwicklungen hatten auch in der DDR vergleichbare Ergebnisse. Hier wurde ab Ende der 1970er Jahre das Zahlbox-System durch einen ausschließlichen Fahrscheinverkauf in Verkaufsstellen und Lochentwerter ersetzt, um damit hohen Schwarzfahrerzahlen zu begegnen. Man konnte nun allerdings nicht mehr spontan mitfahren, sondern musste vorher Fahrscheine (meist Mehrfahrtenkarten) besorgen.

#### Takt und Betriebszeiten

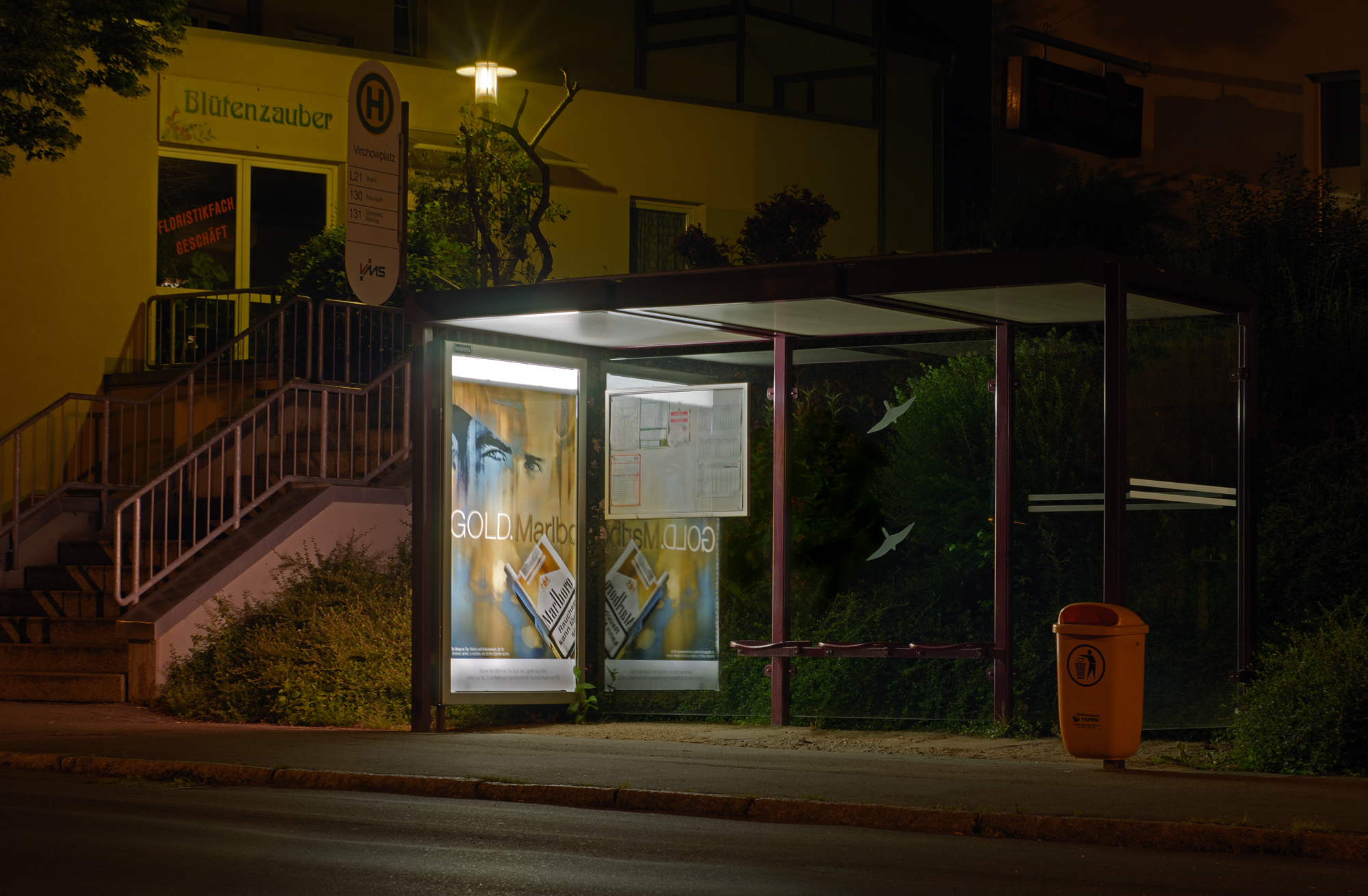
Bushaltestelle in Zwickau

Zu unterscheiden ist zwischen Betriebs-, Takt- und Abfahrzeiten bzw. -fahrplan. Es gibt reine Alltagslinien, Frühbusse, Berufsverkehrs-, Schulbus-, Freizeitlinien, Abendbusse (Disco-, Kulturbusse), Nachtlinien. Ein übersichtliches Stadtbusangebot für alle Aufgaben mit langen Betriebszeiten verbessert Nutzungsmöglichkeiten und Bekanntheitsgrad ist eher in Großstädten gegeben. Ein 12- oder 40-Minuten-Takt ist ungünstig, da die jeweiligen Abfahrtzeit nicht leicht merkbar ist. Die Integration in einen integralen Taktfahrplan (ITF) verknüpft den Schienen- und Stadtbusverkehr optimal.
Für den Betrieb am späten Abend, nach Mitternacht und am frühen Morgen (sonntags oft bis 8 Uhr früh oder sogar 13 Uhr) wird das Netz auf wenige Linien eingeschränkt – eine Spätverkehrslinie fasst mehrere Tageslinien zusammen. Nachtbusse fahren oft nur in den Nächten von Freitag auf Samstag und vor Sonn- und Feiertagen zwischen Mitternacht und 3 Uhr, in größeren Städten auch länger. Frühbusse sind in einigen Städten noch vor der Betriebsaufnahme des normalen Tagesbetriebs unterwegs. Im Spät- und Wochenendverkehr können Kleinbusse, Taxis (AST) oder Anrufbusse zum Einsatz kommen.

### Haltestellen
Zentrale Busbahnhöfe sind mit Bahnhöfen vergleichbar: Überdachung, Sitzgelegenheiten, Informationssysteme, Abfahrtspläne, Info-Center etc. Die einfache Haltestelle sollte ebenso Sitzgelegenheiten, Papierkorb, Informationstafel, einen übersichtlichen Fahrplan (Design) und möglichst ein Wartehäuschen besitzen. Mit Fahrradständern für Bike-and-ride – besonders von Schülern viel genutzt – kann der Einzugsbereich einer Haltestelle vergrößert werden. Erhöhte Bordsteinkanten sind ebenfalls Standard. Haltestellen müssen bei Dunkelheit ausreichend beleuchtet sein, das gilt auch für Linienbezeichnungen und Fahrwegangaben auf den Haltestellenschildern.
Für moderne Stadtbussysteme in Mittelstädten werden in zentraler Lage überdachte Bussteige als Treffpunkt errichtet. Diese erlauben ein direktes Umsteigen ohne Zeitverlust für Rendezvous-Systeme. Ein Überqueren von Fahrbahnen zwischen haltenden Bussen (vgl. Bild Herford) wird so vermieden. Der Platzbedarf ist jedoch hoch.

### Fahrzeuge

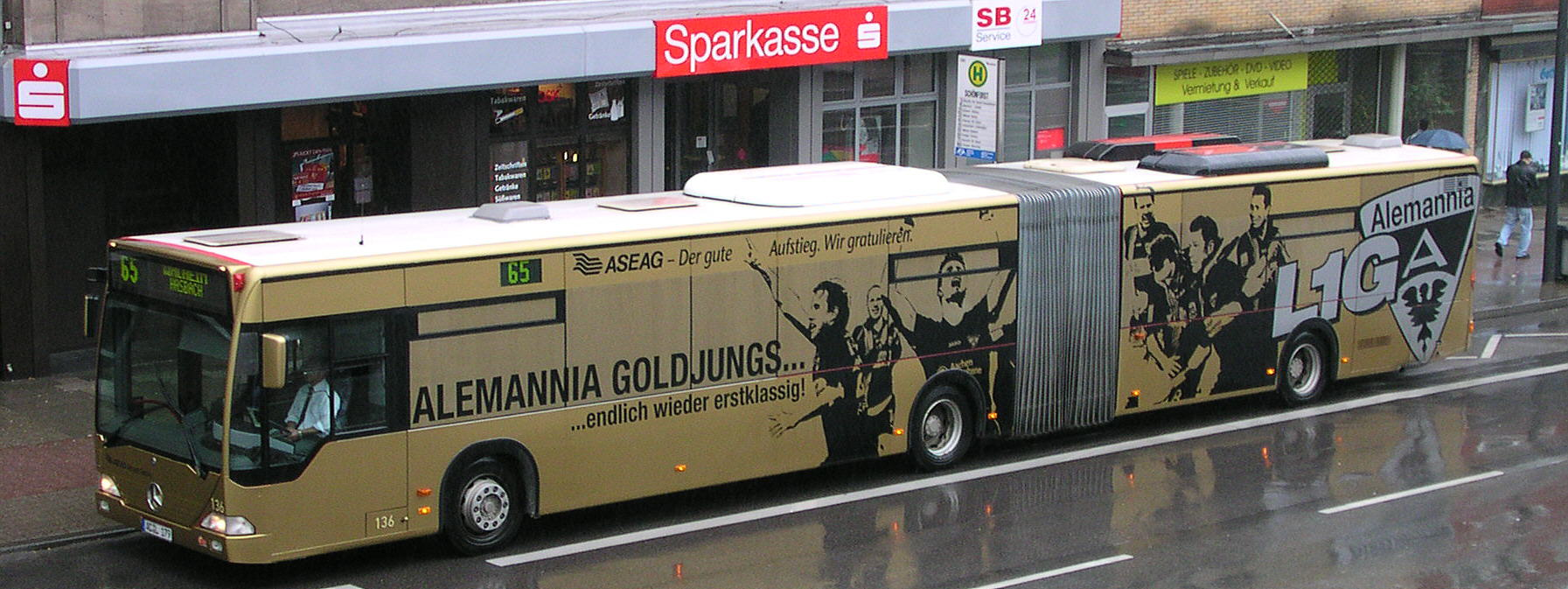
Vollwerbung an einem Aachener Stadtbus

Wichtig für ein Stadtbusnetz ist ein hoher Bekanntheitsgrad in der Bevölkerung. Die Busse müssen daher sofort als Stadtbus erkennbar sein und im Stadtbild eine möglichst hohe Präsenz aufweisen. Großflächige Werbung an den Fahrzeugen steht dem entgegen. Aus diesem Grunde verzichten viele Verkehrsbetriebe auf komplett mit Werbung „zugeklebte“ Fahrzeuge. Dies gilt auch als ein Qualitätskriterium für Ausschreibungen bzw. die Vergabe der Linienbündel durch die Städte. Einige kommunale Verkehrsbetriebe oder Stadtwerke geben das Erscheinungsbild der Fahrzeuge durch Farb- und Musterangaben sowie Logos genau vor. Das Markenzeichen des Stadtbus Lemgo ist beispielsweise die himmelblaue Farbe der Busse und auch Haltestellen.
Als Stadtbus kommen spezielle Fahrzeugtypen unterschiedlicher Größe (Gelenk-, Midi-, Kleinbusse) zum Einsatz – vgl. dazu den Artikel Stadtbus (Fahrzeug). Besonders hervorzuhebende Merkmale sind: Niedrige Einstiegshöhe sowie Platz für Gepäck, Kinderwagen, Rollstuhl (ausfahr- oder klappbare Rampe), Fahrrad, Skier (in Wintersportgebieten).

### Tarifsysteme
Stadtbussysteme sind meistens in Tarifverbünde einbezogen. Gegenüber Gemeinden ländlicher Bereiche sind Stadtgebiete jedoch erheblich größer. Ein Waben- oder Zonentarif trifft auf Grenzen, wenn übersichtliche und einheitliche Stadttarife angestrebt werden. Für größere Städte gibt es daher oft Tarifbesonderheiten, z. B. leicht erhöhte Einzeltarife (Münster) oder Zonenteilungen nur für Zeitkarten (Hamburg). Der Erfolg von Stadtbusnetzen liegt beispielsweise in Bad Salzuflen oder Detmold auch in durch die Städte ermäßigten Zeitkarten (Umweltabo, 9-Uhr-Monatskarten).

## Weiterentwicklung
Die Weiterentwicklung der Stadtlinien führt
- zu speziellen Spät-, Nacht- und Freizeitnetzen (samstags ab ca. 15 Uhr, sonntags)
- zur Integration von Regionallinien in Stadtbusnetze – Regionalbusse übernehmen Aufgaben von Stadtbussen (z. B. Stadtbus Osnabrück)
- zur qualitativen Gliederung:
  - Express- bzw. Schnellbuslinien (parallel zum normalen Stadtbus)
  - Direktbusse (z. B. Shuttle-Busse zum Messegelände, Flughafen, Bahnhof)
  - Metrobuslinien als komfortable Ergänzung zu Schnellbahnnetzen oder Direktverbindung ins Stadtzentrum (dichter Takt, lange Betriebszeiten: MetroBus Hamburg, Berlin, München)
  - Anruflinien (Taxibus, Rufbus u. Ä.) für wenig nachgefragte Linien in dünn besiedelten Gebieten zum Normaltarif oder mit Zuschlägen,
  - Anrufsammeltaxis (AST, ASTax) als Ersatz für Busse zu verkehrsschwachen Zeiten

## Beispiele
"Stadtbus"-Linien werden in Deutschland z. B. betrieben in Bad Salzuflen, Dormagen, Goslar, Lemgo, Lindau, Nürnberg, Rheine, Schwäbisch Gmünd, Schwäbisch Hall, Schweinfurt, Überlingen (Bodensee), und Vechta, in Österreich z. B. in Dornbirn und in der Schweiz z. B. in Winterthur.

## Der Stadtbus in historischen Ereignissen

### Busboykott von Montgomery
Im Jahr 1955 führte die Weigerung der afroamerikanischen US-Bürgerrechtlerin Rosa Parks in Montgomery (Alabama), ihren Platz in einem Stadtlinienbus für einen weißen Fahrgast zu räumen, zu langanhaltenden und erfolgreichen Protesten gegen die Rassentrennung in öffentlichen Verkehrsmitteln der USA. Der Busboykott von Montgomery war ein Schlüsselereignis im Kampf gegen die allgemeine Rassentrennung.

### Gladbecker Geiseldrama
In Deutschland erlangte im August 1988 das mehrtägige Gladbecker Geiseldrama traurige Berühmtheit. Bei diesem Vorfall kam ein Stadtbus der Bremer Straßenbahn AG in die Gewalt der beiden Akteure; im weiteren Verlauf wurden zwei Fahrgäste getötet.